# فيرونيلا
فيرونيلا (بالإيطالية: Veronella) هي بلدية في مقاطعة بلونة، منطقة فنيتة بشمال شرق إيطاليا.
تقع على بعد 80 كيلومترًا (50 ميلًا) غرب البندقية، و30 كيلومترًا (19 ميلًا) جنوب شرق فيرونا.